# Martial Gayant
Martial Gayant (Chauny, Francia, 16 de noviembre de 1962) es un exciclista francés, actualmente capitán del equipo francés del FDJ. En 1988, Gayant acabó segundo del Campeonato Mundial de Ciclismo en Ruta.

## Palmarés
1981
- GP de las Naciones amateurs

1984
- 1 etapa del Giro de Italia

1983
- Campeonato de Francia de Ciclocrós

1985
- París-Camembert
- Trofeo de los Escaladores
- Ganador de una etapa del clásico radial RCN en Colombia

1986
- Gran Premio de Plouay
- Campeonato de Francia de Ciclocrós

1987
- 1 etapa de los Cuatro Días de Dunkerque
- 1 etapa del Tour de Francia

1988
- 2º en el Campeonato Mundial en Ruta

1989
- Gran Premio de Fourmies

1990
- 1 etapa del Tour del Porvenir
- Tour de Limousin

## Tours de Francia
Fuente:
- 1985 – fuera de control en etapa 15.
- 1987 – 34º; ganador de la 11º etapa, lleva el maillot amarillo durante dos etapas.
- 1988 – 71.º
- 1989 – 32.º
- 1991 – retirada en la etapa 6.